# جغرافيا أرمينيا
| \| \|                           |                  |
| القارة                          | آسيا             |
| المنطقة                         |                  |
| إحداثيات جغرافية                | 40°00′N 45°00′E  |
| المساحة                         | 29,743 كم² (141) |
| الشريط الساحلي                  |                  |
| الحدود الأرضية                  |                  |
| الدول المجاورة وطول الحدود معها |                  |
| أعلى نقطة                       |                  |
| أدنى نقطة                       |                  |
| فرق التوقيت                     |                  |
|                                 |                  |

جغرافيا أرمينيا تعد أرمينيا بلد غير ساحلي وتقع في منطقة جنوب القوقاز، بين البحر الأسود وبحر قزوين، تحدها من الشمال والشرق جورجيا وأذربيجان ومن الجنوب والغرب كل من إيران وتركيا.
التضاريس معظمها جبلية ومسطحة، مع سرعة تدفق الأنهار وقلة الغابات ولكنها كثيفة بالأشجار. وتتمتاز بمناخ المرتقعات القارية: بصيف حار وشتاء بارد. ترتفع الأرض إلى 4,095 م فوق مستوى سطح البحر في جبل أراغاتس. وليس هناك نقطة أقل من 390 متر (1,280 قدم) فوق مستوى سطح البحر.

## الطوبوغرافيا
وتقع جمهورية أرمينيا، التي تبلغ مساحتها 29,743 كيلومتر مربع (11,484 ميل مربع)، في الشمال الشرقي من المرتفعات الأرمينية. جبل أرارات والذي كان تاريخيًا جزءًا من أرمينيا ويعد أعلى جبل في المنطقة. يقع الآن في تركيا، ولكن يعتبر الأرمينيون جبل أرارات رمزًا لأراضيهم. لذالك نرى الجبل موجود على شعار أرمينيا.

## الثروات الطبيعية
الثروات الطبيعية:
ودائع صغيرة من الذهب ونحاس والموليبدينوم والزنك والبوكسيت.
استخدام الأراضي:

 الأراضي الصالحة للزراعة:
16.78%

المحاصيل الدائمة:
2.01%

أخرى:
81.21% (2005)
 الأراضي المروية:
2,860 كم مربع (2003)
مجموع موارد المياه المتجددة:
10.5 متر مكعب (1997).